# Manning Cabin
Pour les articles homonymes, voir Manning.
 (mai 2020).
La Manning Cabin est une cabane américaine située dans le comté de Pima, en Arizona. Construite par Levi Manning en 1905, elle est transformée en station de rangers par le Service des forêts des États-Unis en 1922. Aujourd'hui protégée au sein du parc national de Saguaro et opérée par le National Park Service, elle est inscrite au Registre national des lieux historiques depuis le 31 mars 1975.